# Gymnocalycium pflanzii subsp. zegarrae
Gymnocalycium pflanzii subsp. zegarrae ist eine Unterart der Pflanzenart Gymnocalycium pflanzii in der Gattung Gymnocalycium aus der Familie der Kakteengewächse (Cactaceae). Das Epitheton zegarrae ehrt den Ingenieur German Zegarra Caero, der die Erforschung der Kakteenflora von Bolivien unterstützte.

## Beschreibung
Gymnocalycium pflanzii subsp. zegarrae wächst einzeln mit graugrünen, kugelförmigen Trieben, die bei Durchmessern von 11 bis 18 Zentimetern (selten bis 30 Zentimeter) Wuchshöhen von 6 bis 10 Zentimeter (selten bis 25 Zentimeter) erreichen. Die 13 bis 22 Rippen sind in deutliche Höcker gegliedert. Die darauf befindlichen elliptischen Areolen sind 1 Zentimeter lang und mit hellgrauem Filz besetzt. Der einzelne Mitteldorn ist pfriemlich, starr und 2,5 bis 3 Zentimeter (selten bis 5 Zentimeter) lang. Die etwa acht pfriemlichen, starren und etwas gebogenen Randdornen sind kammförmig seitlich ausstrahlend.
Die breit glockenförmigen bis becherförmig-trichterigen Blüten sind weiß bis blassrosafarben und besitzen einen magentaroten Schlund. Sie erreichen eine Länge von 3 bis 4,5 Zentimeter. Ihre Blütenröhre ist kurz. Die kugel- bis eiförmigen Früchte sind grün bis blaugrün und werden bei Vollreife gelegentlich orange oder rot. Sie weisen eine Länge von bis zu 2 Zentimeter auf und reißen vertikal auf. Die Früchte enthalten weißes Fruchtfleisch.

## Verbreitung und Systematik
Gymnocalycium pflanzii subsp. zegarrae ist im Süden Boliviens verbreitet.
Die Erstbeschreibung als Gymnocalycium zegarrae erfolgte 1958 durch Martín Cárdenas. Graham Charles stellte die Art 2005 als Unterart zur Art Gymnocalycium pflanzii.  Ein weiteres nomenklatorisches Synonym ist Gymnocalycium pflanzii var. zegarrae (Cárdenas) Donald (1971).

## Nachweise